# Seán O'Casey
Seán O'Casey (Seán Ó Cathasaigh; Dublino, 30 marzo 1880 – Torquay, 18 settembre 1964) è stato uno scrittore irlandese.

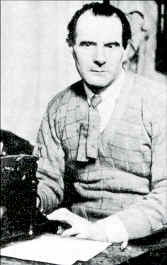
Sean O'Casey

In giovane età lavorò come operaio e partecipò attivamente al movimento di rinascita irlandese e alla guerra civile del 1922. Furono proprio queste esperienze a conferire ai suoi primi lavori teatrali, nel periodo dal 1923 al 1926, uno stile molto vivo con l'uso di uno slang dei bassifondi di Dublino.
Ha messo in scena vari drammi caratterizzati dalla contrapposizione fra eroiche e coraggiose eroine femminili e personaggi maschili di infimo carattere, come ad esempio The Shadow of a Gunman (Il falso repubblicano, del 1923); Juno and the Paycock (La spia, del 1924) e The Plough and the Stars (L'aratro e le stelle, del 1926).
Visse sulla propria pelle il detto ''Nemo propheta in patria'', con una blanda accoglienza delle proprie opere nel suo paese a tal punto da andarsene a vivere in Inghilterra nella metà degli anni '30. Qui iniziò la stesura dell'autobiografia I Knock at the Door (Busso alla porta), che completò solo nel 1939, in ben sei volumi. La sua produzione successiva, The Star Turns Red (La stella diventa rossa, del 1940); Red Roses for Me (Rose rosse per me, del 1942); si sviluppò soprattutto su tematiche sociali antifascista e anticapitalista.
Nel 1955 produsse inoltre The Bishop's Bonfire (Il falò del vescovo), una satira pungente sulla condizione dell'Irlanda contemporanea.

## Opere
- The Harvest Festival (1918)
- The Shadow of a Gunman - Il falso repubblicano (1923)
- Kathleen Listens in (1923)
- Juno and the Paycock - La spia (1924)
- Nannie's Night out (1924)
- The Plough and the Stars - L'aratro e le stelle (1926)
- The Silver Tassie (1927)
- Within the Gates (1934)
- The End of the Beginning (1937)
- A Pound on Demand (~1930th)
- The Star Turns Red - La stella diventa rossa (1940)
- Red Roses for Me - Rose rosse per me (1942)
- Purple Dust (1940/1945)
- Oak Leaves and Lavender (1946)
- Cock A Doodle Dandy (1949)
- Hall of Healing (1951)
- Bedtime Story (1951)
- The Bishop's Bonfire - Il falò del vescovo (1955)
- Behind The Green Curtains (1961)

## Autobiografia
in sei volumi
- I Knock at the Door - Busso alla porta, 1935
- Pictures in the Hallway
- Drums Under the Window
- Inishfallen Fare Thee Well
- Rose and Crown
- Sunset and Evening Star

## Filmografia
- L'aratro e le stelle (The Plough and the Stars), regia di John Ford (1936)